# パヴェル・ヨゼフ・シャファーリク
パヴェル・ヨゼフ・シャファーリク (Safáry, Schaffáry, Schafary, Saf(f)arik, Šafarík, Szafarzik, Pavel Josef Šafařík, Paul Joseph Schaffarik, Paulus Josephus Schaffarik, Pál József Safarik, Paweł Józef Szafarzyk; 1795年5月13日 – 1861年6月26日)は、スロバキアの文献学者、歴史家。

## 略歴
現在はスロバキアにあたるハンガリー王国北部の小さい村で誕生。父親はプロテスタントの牧師で元教師、母親は下級貴族出身。
1815年にドイツのイェーナ大学に入学。歴史、言語学、哲学、自然科学などを学ぶ、ヘルダーやフィヒテを研究した。
1817年に故郷へ帰還。プラハで文学サークルに参加、多岐にわたる人物と知り合う。1817年から1819年までプレスブルクで家庭教師として教え、その後、セルビアのノヴィ・サドにあるセルビア正教系学校で1819年から1833年まで教師及び校長として務める。このころ、セルビア文学を研究。
1833年に校長辞任後、プラハへ赴き、歴史、文献、言語、文化、民族の研究を続ける。1848年革命の頃、スラブ会議に参加、プラハ大学で文献学の教鞭を執るが、翌年、辞職。晩年は精神に変調をきたし、橋の上からヴルタヴァ川に飛び込むなど幾多の自殺未遂を繰り返し、1861年にプラハで死を迎えた。

## 著作
- Promluvení k Slovanům
- Počátkové českého básnictví, obzvláště prozodie
- Novi Graeci non uniti ritus gymnasii
- Písně světské lidu slovenského v Uhřích.
- Geschichte der slawischen Sprache und Literatur nach allen Mundarten